# From within (Anekdoten)
From within is het derde studioalbum van Anekdoten. Het album is opgenomen in de Atlantis Grammofon-geluidsstudio en in een repetitieruimte van de groep. Anekdoten had net een uitgebreide Japanse tournee achter de rug, toen ze aan dit derde album begonnen. De klank is nog steeds melancholisch, maar er trad enige lichtheid in de klank op als gevolg van het gebruik van een vibrafoon. De band had inmiddels thuisbasis Borlänge ingewisseld voor Stockholm.
In het dankwoord worden weer Landberk genoemd, maar ook Mats & Morgan, Dark Aether Project en Per Wiberg (van Opeth). In een interview in IO Pages (juli 2015) vertelde de band dat een van de toetsinstrumenten gebruikt op dit album dezelfde is als ABBA gebruikte in Dancing Queen.

## Musici
- Jan Erik Liljeström – basgitaar, stem
- Nicklas Berg – gitaar, mellotron, Wurlitzer, stem
- Peter Nordins – slagwerk, percussie waaronder vibrafoon
- Anna Sofi Dahlberg – mellotron, pianoo, Fender Rhodes, cello, stem

Met
- Simon Nordberg – piano, hammondorgel

## Muziek
Alle muziek van Anekdoten, alle teksten van Liljeström

| Nr. | Titel                            | Duur  |
| --- | -------------------------------- | ----- |
| 1.  | From within                      | 7:25  |
| 2.  | Kiss of life                     | 4;40  |
| 3.  | Groundbound                      | 5:24  |
| 4.  | Hole                             | 11:08 |
| 5.  | Slow fire                        | 7:26  |
| 6.  | Firefly                          | 4:49  |
| 7.  | The sun absolute (instrumentaal) | 6:39  |
| 8.  | For someone                      | 3:30  |